# Banderahun (Liurai)
Banderahun ist eine osttimoresische Aldeia im Suco Liurai (Verwaltungsamt Aileu, Gemeinde Aileu). 2015 lebten in der Aldeia 480 Menschen.

## Geographie und Einrichtungen
Die Aldeia Banderahun liegt im Norden des Sucos Liurai. Südlich befindet sich die Aldeia Coulaudo und südwestlich die Aldeias Raimanso und Fatulmau. Im Westen, Norden und Nordosten grenzt Banderahun an den Suco Seloi Malere und im Südosten an den Suco Lausi. Die Grenze zu Lausi bildet ein Nebenfluss des Manolane, der die Aldeia Banderahun im Süden durchquert. Der  Manolane entsteht an der Westgrenze Banderahuns durch den Zusammenfluss des Malubui und dem Rio Liurai, dem westlichen Grenzfluss. Die Flüsse gehören zum System des Nördlichen Laclos.
Südlich des Manolane verläuft eine Straße, an der der Ort Banderahun liegt. Nördlich der Straße gehören die Häuser zur Aldeia Banderahun, der südliche Teil des Dorfes, in dem sich auch die meisten wichtigen Gebäude stehen, gehört zu Coulaudo. Nur im Westen reicht die Aldeia Banderahun weiter nach Süden über die Straße hinaus. Hier führt die Straße über eine Brücke, die Ponte Coulaudo, über einen weiteren kleinen Zulauf des Manolane. Nördlich des Manolane gibt es nur noch wenige Häuser.

## Politik
2023 wurde Joanico Mendonҫa zum Chefe de Aldeia gewählt.